# Загальноосвітня школа № 2 (Дунаївці, Дунаєвецька міська рада)
Дунаєвецький ліцей № 2 — заклад освіти Дунаєвецької міської ради м. Дунаївці, Дунаєвецького району, Хмельницької області, Україна. Мова навчання  — українська. Заснована у 1836 р., сучасна назва з 2022 р. Чотка Школа

## Історія
- 1836 р. — двокласне євангельсько–лютеранське училище;
- 1914 — 1923 рр. — гімназія;
- 1924 — 1926 рр. — українська семирічка (Шевченківська школа);
- 1927 — 1929 рр. — Дунаєвецька українська трудова школа;
- 1930 — 1935 рр. — Дунаєвецька фабрично-заводська семирічка;
- 1936 — 1939 рр. — Дунаєвецька політехнічна зразкова середня школа №1;
- 1939 р. — присвоєно ім’я Карла Лібкнехта;
- 1945 — 1957 рр. — Дунаєвецька російська семирічка;
- 1957 — 1993 рр. — Дунаєвецька середня школа №2;
- 1 вересня 1993 р. – Дунаєвецька загальньоосвітня I-III ст. школа.
- 1 вересня 2022 р. - Дунаєвецький Ліцей №2

## Викладацький склад
Навчальний процес загальноосвітнього закладу забезпечує 42 учителі. Директор школи —  Свистяк Володимир Миколайович, вчитель фізичної культури.

Заступник  директора з  навчально-виховної роботи  — Магера Наталія Віталіївна, вчитель початкових  класів; 
заступник  директора з  науково-методичної  роботи — Пухка  Анжеліка  Миколаївна, вчитель географії;
педагог-організатор школи — Залізна Юлія Вадимівна, вчитель музики.

## Позакласна діяльність
Учні школи мають змогу займатися в танцювальному колективі «Колібрі» та вокальній групі юнаків та дівчат «Журавочка». Деякі школярі є учасниками "Студії «Джерельце»".